# Plummer (Idaho)
Plummer és una població dels Estats Units a l'estat d'Idaho. Segons el cens del 2000 tenia 990 habitants.

## Demografia
Segons el cens del 2000, Plummer tenia 990 habitants, 336 habitatges, i 257 famílies. La densitat de població era de 338,3 habitants/km².
Dels 336 habitatges en un 38,4% hi vivien nens de menys de 18 anys, en un 49,4% hi vivien parelles casades, en un 17,3% dones solteres, i en un 23,5% no eren unitats familiars. En el 19,6% dels habitatges hi vivien persones soles el 8% de les quals corresponia a persones de 65 anys o més que vivien soles. El nombre mitjà de persones vivint en cada habitatge era de 2,95 i el nombre mitjà de persones que vivien en cada família era de 3,33.
Per edats la població es repartia de la següent manera: un 33,3% tenia menys de 18 anys, un 12,2% entre 18 i 24, un 26,6% entre 25 i 44, un 17,6% de 45 a 60 i un 10,3% 65 anys o més.
L'edat mediana era de 29 anys. Per cada 100 dones de 18 o més anys hi havia 88,6 homes.
La renda mediana per habitatge era de 28.438 $ i la renda mediana per família de 31.806 $. Els homes tenien una renda mediana de 26.583 $ mentre que les dones 20.357 $. La renda per capita de la població era de 10.564 $. Aproximadament el 17,3% de les famílies i el 22% de la població estaven per davall del llindar de pobresa.

## Poblacions més properes
El següent diagrama mostra les poblacions més properes.